# .bg
.bg는 불가리아의 인터넷 국가 코드 최상위 도메인이다. 현재 Register.bg에 의해 운영되고 있다.
2006년 9월 18일 이후로 Register.bg는 .a.bg, .b.bg와 같은 새로운 3차 도메인을 추가하였고, 비용과 제한을 낮추고 개인 사용자를 주 대상으로 맞추었다.

## 제한
- .bg 도메인은 보통 불가리아 회사와 단체에게만 등록을 허용한다.
- 외국 회사의 경우 불가리아에서 상업체나 관련 단체로 등록이 되어 있어야 도메인 등록을 허용한다.
- 도메인 이름은 보통 회사 이름이나 그 준말을 표현할 수 있어야 한다.
- 불가리아 특허 사무소에서 상표로 처음 등록이 되는 경우에는 아무 이름이나 사용할 수 있다.
- 한 해에 30 유로의 도메인 등록비를 내야 한다.
- 모든 관리는 정부에 의하여 통제 받는다